# Alfhild Hovdan
Alfhild Hovdan, née Olsen le 13 septembre 1904 et morte le 20 février 1982, est une journaliste norvégienne, puis directrice touristique de la ville d'Oslo pendant plus de quarante ans. Elle est connue pour avoir initié la tradition du sapin de Noël de Trafalgar Square, cadeau de la ville d'Oslo au peuple londonien, en reconnaissance de son aide pendant la Seconde Guerre mondiale. 

## Jeunesse

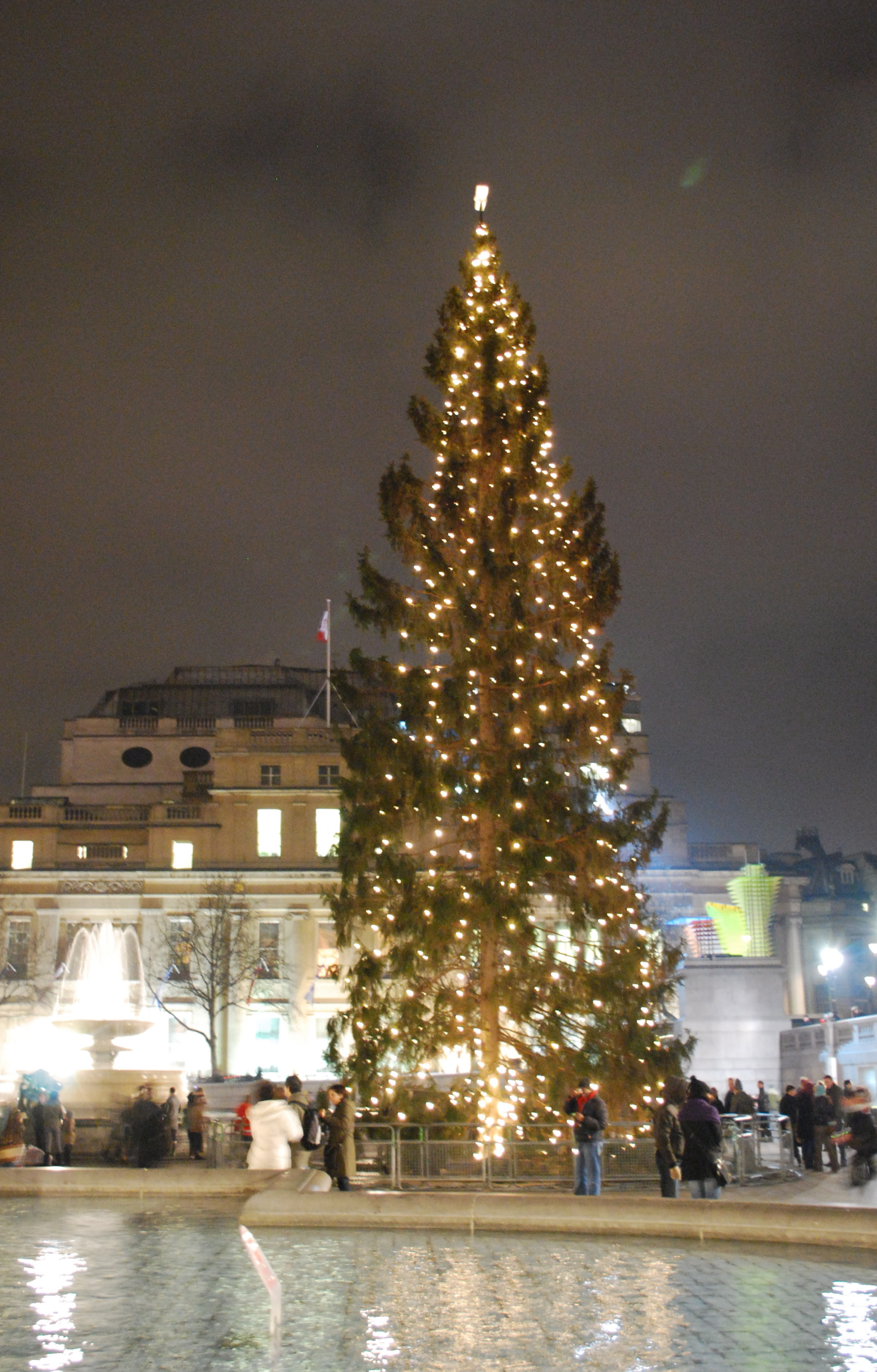
Le sapin de Noël de Trafalgar Square en 2008, tradition initiée par Alfhild Hovdan.

Hovdan est née à Kristiania et grandit à Skien. Après l'obtention de son examen artium, elle commence une carrière de journaliste. À partir de 1927, elle travaille pour le journal suédois Stockholms Dagblad, ainsi que pour Oslo Aftenavis et le magazine Film. En 1928, elle devient célèbre pour avoir fait le trajet de Stockholm à Rome en passant par les Alpes, et en obtenant une audience avec le Pape à Rome,. Elle écrit également des articles sur l'art, le théâtre et le cinéma pour le magazine féminin Urd. 
Hovdan est nommée secrétaire de la Reisetrafikkforeningen pour Oslo og Omegn en 1931 et est directrice de l'organisation de 1932 à 1976. 

## Seconde Guerre mondiale
Hovdan est membre du mouvement de résistance norvégien pendant l'Occupation allemande de la Norvège. Elle est arrêtée par les autorités nazies en juin 1941 pour propagande contre l'Allemagne, incarcérée à Møllergata 19 (en) et au camp de concentration de Grini et est finalement relâchée en octobre 1941. Elle participe alors au réseau de militants « 2A », soutenant les personnes qui se cachent des nazis et les aidant à fuir en Suède. Elle doit elle-même fuir en Suède en avril 1942, où elle commence à travailler pour l'ambassade de Norvège , au « Bureau des sports » (norvégien : Idrettskontoret), dirigé par Harald Gram, qui organise le trafic du courrier souterrain entre la Suède et la Norvège. 

Pendant son séjour en Suède, elle fait partie des fondateurs de la troupe de théâtre Fri Norsk Scene (en), composée d’acteurs norvégiens résidant en Suède en tant que réfugiés. 

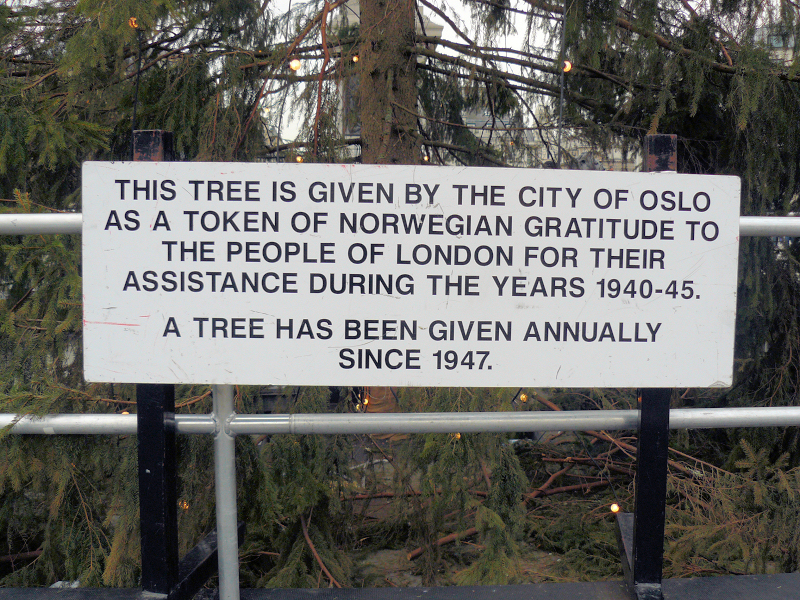
Plaque à la base de l'arbre de Noël de Trafalgar Square (2008).

## Après-guerre
En 1947, elle initie la tradition de donner un arbre de Noël à Londres, un cadeau de la ville d'Oslo, en reconnaissance de l'aide apportée par les habitants de Londres pendant la Seconde Guerre mondiale. Durant les années suivantes, elle est toujours présente à la cérémonie lorsque l'arbre est abattu, aux côtés du maire d'Oslo. Elle continue son travail de « directrice touristique » pour Oslo jusqu'en 1976, et est considérée comme courageuse, dynamique et controversée, étant surnommée « The Shrew » (norvégien : Rivjernet) et « Le bulldozer ». 
Hovdan reçoit la médaille de Saint-Hallvard en 1967. 